# Ács Oszkár
Ács Oszkár (Szeged, 1969. május 10. –) magyar zenész.

## Amber Smith
Több dalt is írt az Amber Smith zenekar 2012-es Amber Smith című nagylemezére.
2013 januárjában kilépett a zenekarból rossz egészségügyi állapota miatt. Poniklo Imre azt nyilatkozta, hogy gondolkozott a zenekar feloszlatásán miután Ács Oszkár kilépett a zenekarból.
A Recorder Blog interjújában Ács Oszkár elmondta, hogy kedvenc előadója Morrissey volt.
2015. október 16-án néhány dalt játszott basszusgitáron a budapesti Amber Smith 15. évfordulója koncert alkalmából.

## The Twist
2010-ben megalapította a The Twist magyar indie bandát, a Heaven Street Seven tagjaival.

## Diszkográfia
Albumok az Amber Smith-szel: 
- My Little Servant (2003)
- RePRINT (2006)
- Introspective (2008)
- Amber Smith (2012)

## Instruments
Gitárok
- Danelectro DC II bass
- Silvertone 1478 reissue

Effect pedálok
- Electro-Harmonix Bass Micro szintetizátor

Erősítők
- Ampeg B2 combo
- Fender Super Champ X2

## Fordítás
- Ez a szócikk részben vagy egészben  az   Oszkár Ács című angol Wikipédia-szócikk ezen változatának fordításán alapul.  Az eredeti cikk szerkesztőit annak laptörténete sorolja fel. Ez a jelzés csupán a megfogalmazás eredetét és a szerzői jogokat jelzi, nem szolgál a cikkben szereplő információk forrásmegjelöléseként.